# South Williamson
South Williamson – jednostka osadnicza w Stanach Zjednoczonych, w stanie Kentucky, w hrabstwie Pike.